# 安卡西山
14°52′51″S 72°21′38″W / 14.88083°S 72.36056°W
安卡西山（Ancasi），是秘魯的山峰，位於該國南部阿雷基帕大區，由拉烏尼翁省的普伊卡區負責管轄，屬於萬索山脈的一部分，海拔高度5,000米。